# 와이 (태국)

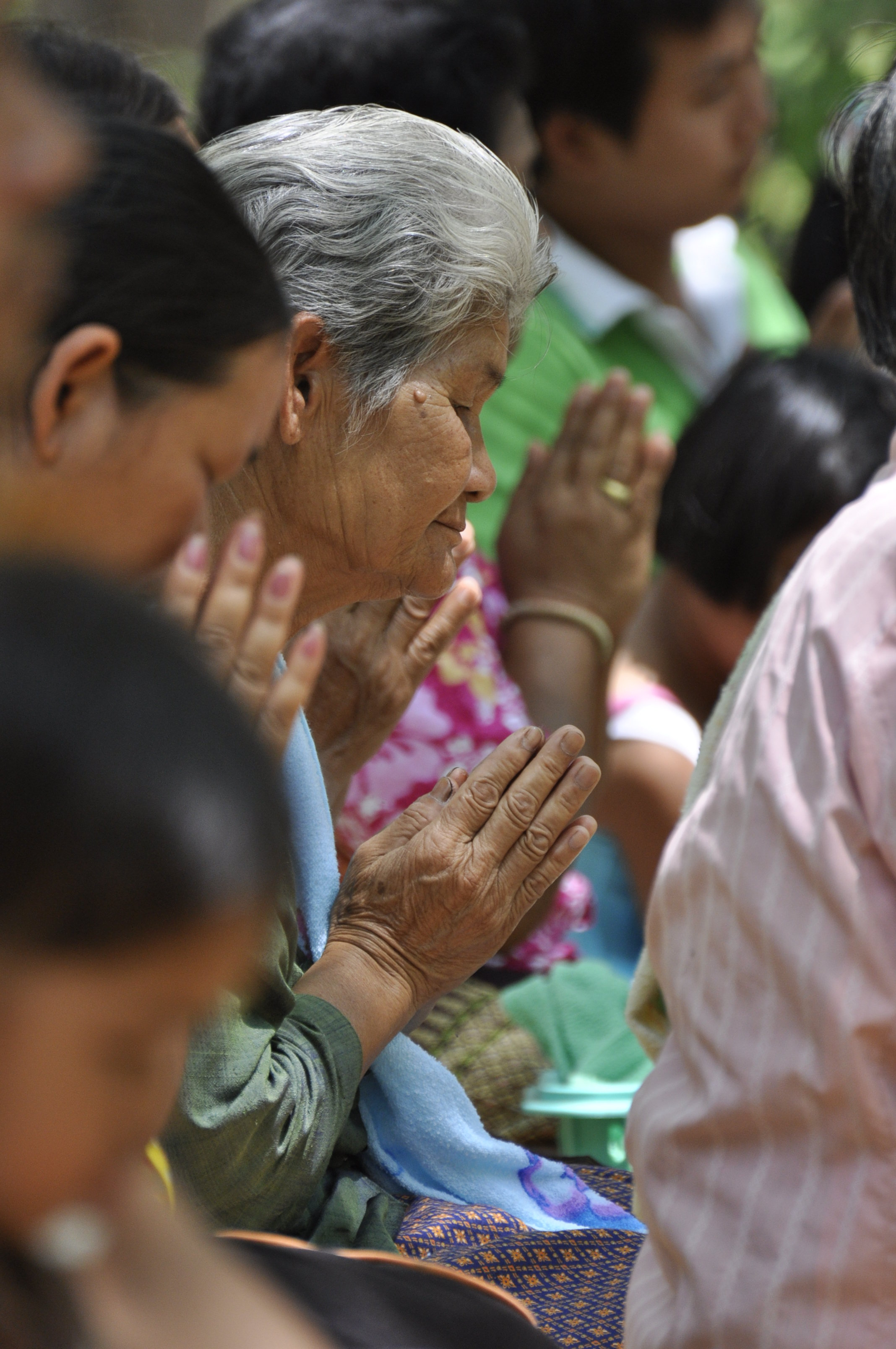
와이를 하는 노인

와이(태국어: ไหว้)는 태국의 전통 인사이다. 상대방에 대한 존중을 나타내는 것으로, 합장하고 절을 한다. 동남아시아·남아시아에서 널리 이용되고 있는 합장 인사의 일종이다.

## 같이 보기
- 합장
- 나마스테